# Verizon Tennis Challenge 1999 - Qualificazioni singolare
Le qualificazioni del singolare  del Verizon Tennis Challenge 1999 sono state un torneo di tennis preliminare per accedere alla fase finale della manifestazione. I vincitori dell'ultimo turno sono entrati di diritto nel tabellone principale. In caso di ritiro di uno o più giocatori aventi diritto a questi sono subentrati i lucky loser, ossia i giocatori che hanno perso nell'ultimo turno ma che avevano una classifica più alta rispetto agli altri partecipanti che avevano comunque perso nel turno finale.
Le qualificazioni del torneo Verizon Tennis Challenge 1999 prevedevano 32 partecipanti di cui 4 sono entrati nel tabellone principale.

## Teste di serie
1. Alberto Martín (Qualificato)
2. Stefan Koubek (Qualificato)
3. Martín Rodríguez (ultimo turno)
4. Mikael Tillström (Qualificato)

1. Marcelo Filippini (Qualificato)
2. Johan Van Herck (ultimo turno)
3. Xavier Malisse (ultimo turno)
4. Geoff Grant (primo turno)

## Qualificati
1. Alberto Martín
2. Stefan Koubek

1. Marcelo Filippini
2. Mikael Tillström

## Tabellone

### Legenda
| - Q = Qualificato - WC = Wild card - LL = Lucky loser | - ALT = Alternate - SE = Special Exempt - PR = Protected Ranking | - w/o = Walkover - r = Ritirato - d = Squalificato |

### Sezione 1
|  | Primo turno       | Primo turno       | Primo turno       | Primo turno | Primo turno |  |  | Secondo turno   | Secondo turno     | Secondo turno   | Secondo turno | Secondo turno |   |   | Ultimo turno | Ultimo turno   | Ultimo turno | Ultimo turno | Ultimo turno |  |
|  |                   |                   |                   |             |             |  |  |                 |                   |                 |               |               |   |   |              |                |              |              |              |  |
|  | 1                 | Alberto Martín    | Alberto Martín    | 6           | 6           |  |  |                 |                   |                 |               |               |   |   |              |                |              |              |              |  |
|  |                   | Marcello Craca    | Marcello Craca    | 3           | 2           |  |  | 1               | Alberto Martín    | 4               | 6             | 6             |   |   |              |                |              |              |              |  |
|  | Fernando González | Fernando González | Fernando González | 6           | 6           |  |  |                 | Fernando González | 6               | 2             | 4             |   |   |              |                |              |              |              |  |
|  | Kiantki Thomas    | Kiantki Thomas    | Kiantki Thomas    | 0           | 2           |  |  |                 |                   |                 |               |               |   |   | 1            | Alberto Martín | 3            | 6            | 7            |  |
|  | José de Armas     | José de Armas     | José de Armas     | 6           | 6           |  |  |                 |                   |                 | José de Armas | 6             | 2 | 5 |              |                |              |              |              |  |
|  | Torrey Gambill    | Torrey Gambill    | Torrey Gambill    | 0           | 1           |  |  | José de Armas   | José de Armas     | José de Armas   | 6             | 6             |   |   |              |                |              |              |              |  |
|  |                   | Karsten Braasch   | 6                 | 6           | 7           |  |  | Karsten Braasch | Karsten Braasch   | Karsten Braasch | 2             | 4             |   |   |              |                |              |              |              |  |
|  | 8                 | Geoff Grant       | 7                 | 2           | 5           |  |  |                 |                   |                 |               |               |   |   |              |                |              |              |              |  |

### Sezione 2
|  | Primo turno         | Primo turno         | Primo turno       | Primo turno | Primo turno |  |  | Secondo turno | Secondo turno  | Secondo turno | Secondo turno  | Secondo turno |   |   | Ultimo turno | Ultimo turno  | Ultimo turno | Ultimo turno | Ultimo turno |  |
|  |                     |                     |                   |             |             |  |  |               |                |               |                |               |   |   |              |               |              |              |              |  |
|  | 2                   | Stefan Koubek       | Stefan Koubek     | 6           | 7           |  |  |               |                |               |                |               |   |   |              |               |              |              |              |  |
|  |                     | Christophe Rochus   | Christophe Rochus | 0           | 6           |  |  | 2             | Stefan Koubek  | Stefan Koubek | 6              | 6             |   |   |              |               |              |              |              |  |
|  | Dirk Dier           | Dirk Dier           | Dirk Dier         | 6           | 6           |  |  |               | Dirk Dier      | Dirk Dier     | 3              | 1             |   |   |              |               |              |              |              |  |
|  | Nenad Zimonjić      | Nenad Zimonjić      | Nenad Zimonjić    | 4           | 2           |  |  |               |                |               |                |               |   |   | 2            | Stefan Koubek | 6            | 5            | 6            |  |
|  | Andres Zingman      | Andres Zingman      | 6                 | 3           | 6           |  |  |               |                | 7             | Xavier Malisse | 2             | 7 | 1 |              |               |              |              |              |  |
|  | Oscar Serrano-Gamez | Oscar Serrano-Gamez | 2                 | 6           | 4           |  |  |               | Andres Zingman | 6             | 3              | 4             |   |   |              |               |              |              |              |  |
|  | 7                   | Xavier Malisse      | Xavier Malisse    | 6           | 6           |  |  | 7             | Xavier Malisse | 4             | 6              | 6             |   |   |              |               |              |              |              |  |
|  |                     | Rodolphe Cadart     | Rodolphe Cadart   | 3           | 4           |  |  |               |                |               |                |               |   |   |              |               |              |              |              |  |

### Sezione 3
|  | Primo turno         | Primo turno         | Primo turno         | Primo turno | Primo turno |  |  | Secondo turno | Secondo turno       | Secondo turno       | Secondo turno     | Secondo turno |   |   | Ultimo turno | Ultimo turno     | Ultimo turno | Ultimo turno | Ultimo turno |  |
|  |                     |                     |                     |             |             |  |  |               |                     |                     |                   |               |   |   |              |                  |              |              |              |  |
|  | 3                   | Martín Rodríguez    | 6                   | 2           | 6           |  |  |               |                     |                     |                   |               |   |   |              |                  |              |              |              |  |
|  |                     | Francisco Cabello   | 3                   | 6           | 3           |  |  | 3             | Martín Rodríguez    | Martín Rodríguez    | 7                 | 6             |   |   |              |                  |              |              |              |  |
|  | Ronald Agénor       | Ronald Agénor       | Ronald Agénor       | 6           | 6           |  |  |               | Ronald Agénor       | Ronald Agénor       | 6                 | 0             |   |   |              |                  |              |              |              |  |
|  | Steve Campbell      | Steve Campbell      | Steve Campbell      | 2           | 1           |  |  |               |                     |                     |                   |               |   |   | 3            | Martín Rodríguez | 6            | 6            | 0            |  |
|  | Stefano Pescosolido | Stefano Pescosolido | Stefano Pescosolido | 6           | 6           |  |  |               |                     | 5                   | Marcelo Filippini | 3             | 7 | 6 |              |                  |              |              |              |  |
|  | Lionel Roux         | Lionel Roux         | Lionel Roux         | 4           | 4           |  |  |               | Stefano Pescosolido | Stefano Pescosolido | 2                 | 3             |   |   |              |                  |              |              |              |  |
|  | 5                   | Marcelo Filippini   | Marcelo Filippini   | 6           | 6           |  |  | 5             | Marcelo Filippini   | Marcelo Filippini   | 6                 | 6             |   |   |              |                  |              |              |              |  |
|  |                     | Răzvan Sabău        | Răzvan Sabău        | 1           | 2           |  |  |               |                     |                     |                   |               |   |   |              |                  |              |              |              |  |

### Sezione 4
|  | Primo turno         | Primo turno         | Primo turno     | Primo turno | Primo turno |  |  | Secondo turno | Secondo turno       | Secondo turno       | Secondo turno   | Secondo turno |   |   | Ultimo turno | Ultimo turno     | Ultimo turno | Ultimo turno | Ultimo turno |  |
|  |                     |                     |                 |             |             |  |  |               |                     |                     |                 |               |   |   |              |                  |              |              |              |  |
|  | 4                   | Mikael Tillström    | 6               | 6           | 7           |  |  |               |                     |                     |                 |               |   |   |              |                  |              |              |              |  |
|  |                     | Brian MacPhie       | 7               | 3           | 6           |  |  | 4             | Mikael Tillström    | Mikael Tillström    | 6               | 7             |   |   |              |                  |              |              |              |  |
|  | Paulo Taicher       | Paulo Taicher       | Paulo Taicher   | 6           | 6           |  |  |               | Paulo Taicher       | Paulo Taicher       | 3               | 5             |   |   |              |                  |              |              |              |  |
|  | Michael Tebbutt     | Michael Tebbutt     | Michael Tebbutt | 3           | 3           |  |  |               |                     |                     |                 |               |   |   | 4            | Mikael Tillström | 6            | 2            | 6            |  |
|  | Paradorn Srichaphan | Paradorn Srichaphan | 6               | 4           | 6           |  |  |               |                     | 6                   | Johan Van Herck | 2             | 6 | 2 |              |                  |              |              |              |  |
|  | Maurice Ruah        | Maurice Ruah        | 3               | 6           | 4           |  |  |               | Paradorn Srichaphan | Paradorn Srichaphan | 5               | 2             |   |   |              |                  |              |              |              |  |
|  | 6                   | Johan Van Herck     | Johan Van Herck | 6           | 6           |  |  | 6             | Johan Van Herck     | Johan Van Herck     | 7               | 6             |   |   |              |                  |              |              |              |  |
|  |                     | Doug Flach          | Doug Flach      | 3           | 2           |  |  |               |                     |                     |                 |               |   |   |              |                  |              |              |              |  |